# Janowiec (województwo lubelskie)
Janowiec – wieś w Polsce położona w województwie lubelskim, w powiecie puławskim, w gminie Janowiec. Leży na skraju Małopolskiego Przełomu Wisły oraz trójkąta turystycznego: Puławy – Kazimierz Dolny – Nałęczów, przy ujściu Plewki do Wisły, połączona przeprawą promową z Kazimierzem Dolnym.
Janowiec historycznie położony jest w Małopolsce, w ziemi sandomierskiej. Uzyskał lokację miejską w 1537 roku, zdegradowany w 1869 roku. Miasto w powiecie radomskim w województwie sandomierskim w XVI wieku było własnością kasztelana lubelskiego Andrzeja Firleja.
Do 1954 roku siedziba gminy Oblasy. W latach 1954–1972 wieś należała i była siedzibą władz gromady Janowiec. W latach 1975–1998 miejscowość należała administracyjnie do ówczesnego województwa lubelskiego.
Miejscowość jest siedzibą gminy Janowiec i znajduje się w granicach Kazimierskiego Parku Krajobrazowego. W Janowcu działa klub piłkarski Serokomla Janowiec. Wieś jest współorganizatorem Festiwalu Filmu i Sztuki „Dwa Brzegi” odbywającego się głównie w Kazimierzu Dolnym.
Wieś stanowi sołectwo gminy Janowiec. Według Narodowego Spisu Powszechnego z roku 2011 wieś liczyła 1026 mieszkańców.
Wieś jest siedzibą rzymskokatolickiej parafii św. Stanisława Biskupa i św. Małgorzaty.

## Toponimia
W dokumentach źródłowych występowały różne nazwy miejscowości:

1325–8 „Srocomhla”; 1346–58 „Srocomla”, „Grochomla”, „Scrocomla”, „Socrocomla”, „Sirocomla”, „Syrocomla”; 1352 „Srokomlya”; 1361 „Svrokomla”; 1369 „Srocomla”; 1373–4 „Sirocomla”; 1389 „Z(ir)okomla”; 1409 „Syrocomla”; 1412 „Syrokomla”; 1415 „Srokomla”; 1417 „Chirokomla”; 1422 „Syrokomlya”; 1456 „Sirokomlya”; 1457 „Schirokomlya”; 1461 „Szirokola”; 1470–80 „Srokomla” (u Długosza), „Srokomlya”, „Sirokomlya”, „Syrokomla”; 1491 „Serokomla”; 1497 „Sirokomlya”, 1506 „Svrokomla”; 1508 „Srokomlya”; 1510 „Schyrokomla”; 1526, 1530 „Sirokomlia”; 1531 „Serokomlija”; 1537 „Serokomla” […] exnunc […] „Janowiec propter arcem ibidem”; 1538 „Serokomla”; 1563 „Szerokomlya”; 1569 „Janowiecz alias Serokomlia”; 1508 „Janowiec”, „Janoviec”, „Janowiecz” (ale: w 1652 „Janowiec olim Szerokomla”, 1721 „Janowiec niegdyś Serokomla”).
Miejscowość w 1325 wymieniana w kronikach pod nazwą Serokomla. Zmiana nazwy na Janowiec (na pamiątkę poprzednich właścicieli) i otrzymanie praw miejskich nastąpiły w 1537 r., na podstawie przywileju otrzymanego od króla Zygmunta Starego.

## Historia
Pierwszym dziedzicem (zasadźcą) był w latach 1346–1361 Jan herbu Syrokomla z Syrokomli, podsędek i sędzia ziemi krakowskiej.
W latach 1470–80, jak opisuje Jan Długosz, w Syrokomli istniał murowany kościół parafialny św. Małgorzaty, patronatu Mikołaja Janowskiego herbu Syrokomla, fundacji Bodzanty, biskupa krakowskiego.

Z 7 łanów kmiecych dziesięcinę snopową wartości do 5 grzywien dowożą klasztorowi świętokrzyskiemu. Pleban miejscowy ma w Syrokomli własne role i łąki, z nadania bpa Bodzanty dziesięciny snopowe z Kijan, wcześniej należącą do stołu bpa, na którą ma przywilej od Bodzanty i kapituły krakowskiej oraz dziesięciny snopowe z folwarków w Janowicach, a także Mięćmierzu i Niebrzegowie. Okręg parafialny: Syrokomla, Janowice, Mięćmierz, Przyłęk

W 1482 r. plebanem był Jan, natomiast w 1483 r. Stanisław z Wojczyc, kanonik i oficjał sandomierski jako sędzia komisaryczny Jana biskupa krakowskiego, potwierdził rezygnację Jana plebana Syrokomli z dziesięcin snopowych z gruntu zwanego „Patroszyn” na rzecz opactwa świętokrzyskiego.
Miasto miało w założeniach (wykorzystując dogodne położenie leżącej naprzeciw przeprawy wiślanej z Mięćmierza wsi Serokomli) obsługiwać i czerpać spodziewane zyski z ważnego w XVI w. szlaku handlu wołami, prowadzącego z Rusi przez Małopolskę na Śląsk. Ostatecznie, zamierzenia Piotra Firleja – starosty radomskiego i założyciela miasta – nigdy nie miały się spełnić. Po Firlejach Janowiec przeszedł w ręce Tarłów, a następnie Lubomirskich. W latach 1610–1613 z fundacji rodu Tarłów powstał kościół św. Cecylii ze szpitalem i wikariatem. W 1655 r. Jerzy Lubomirski potwierdził stare i nadał nowe przywileje miastu. W czasach potopu szwedzkiego nastąpiły ograbienie miasteczka i zniszczenie zamku (wkrótce odbudowanego). W 1732 r. król August II rozszerzył dotychczasowe przywileje dla Janowca. Wiek dziewiętnasty to stopniowy upadek gospodarczy miasteczka, które w latach 1812–1813 przegrało spory z właścicielami zamku o prawo do korzystania z pastwisk i lasów. W 1820 r. właściciele zamku rozebrali ratusz, a w 1869 r. władze carskie po rewizji miast pozbawiły Janowiec praw miejskich. W okresie międzywojennym Janowiec należał do gminy Oblasy. W latach 1929–1931 proboszczem janowieckim był ks. dr Władysław Chrzanowski (1886–1933), działacz społeczny, oświatowy i polonijny oraz poseł na sejm konstytucyjny (1919–1921, pierwszy po odzyskaniu niepodległości).

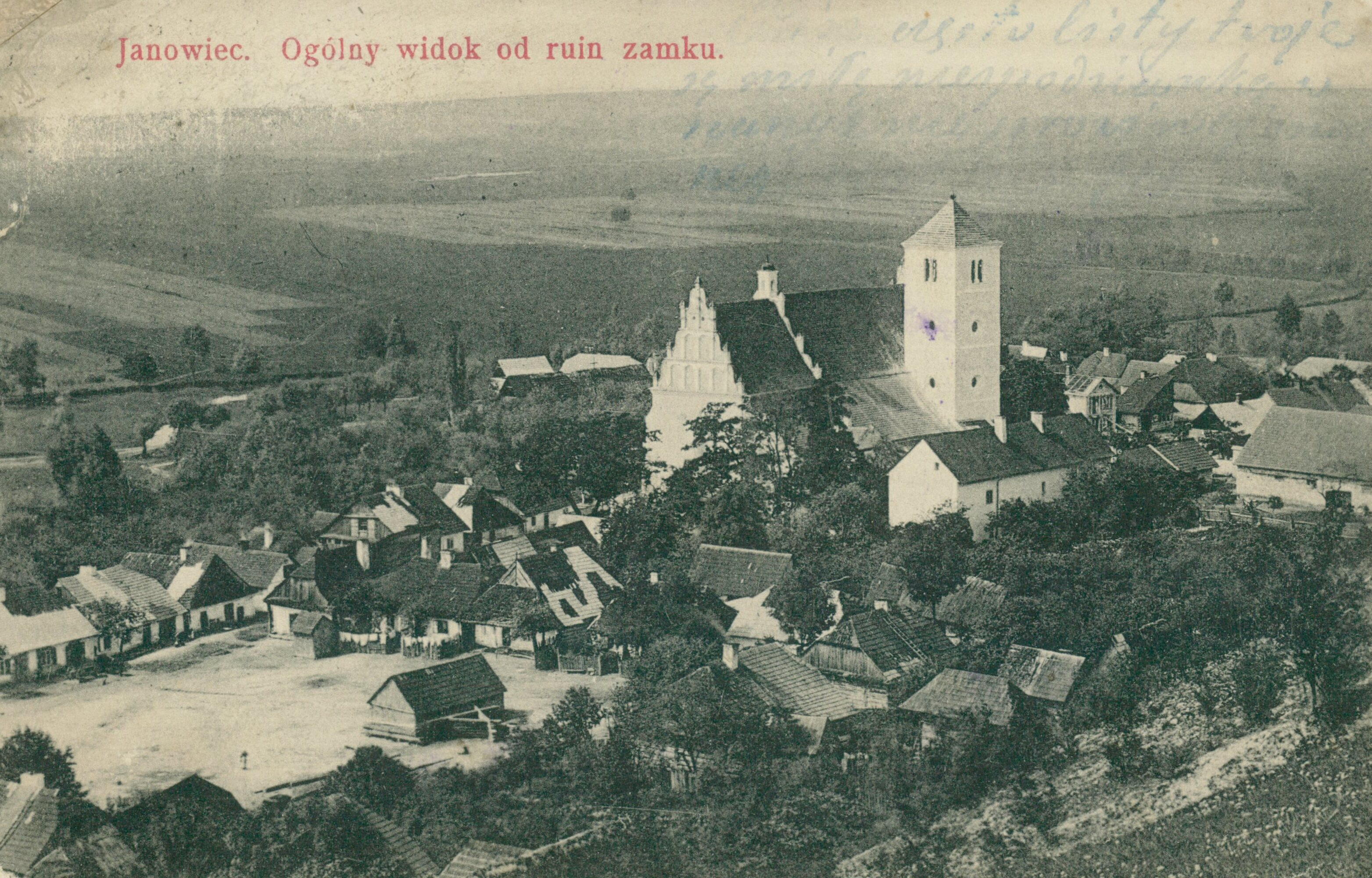
Panorama Janowca, 1914-1918
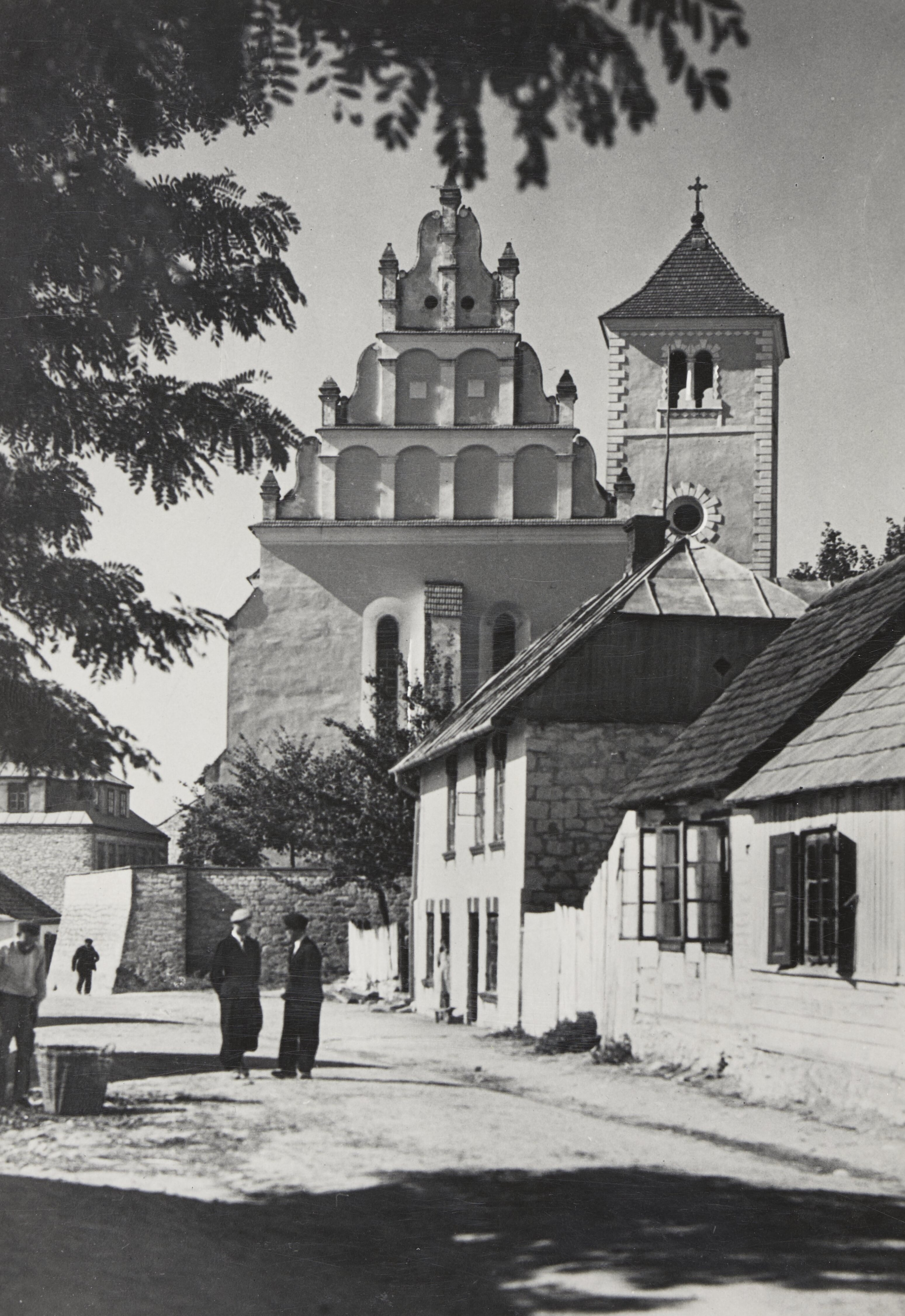
Kościół, 1939
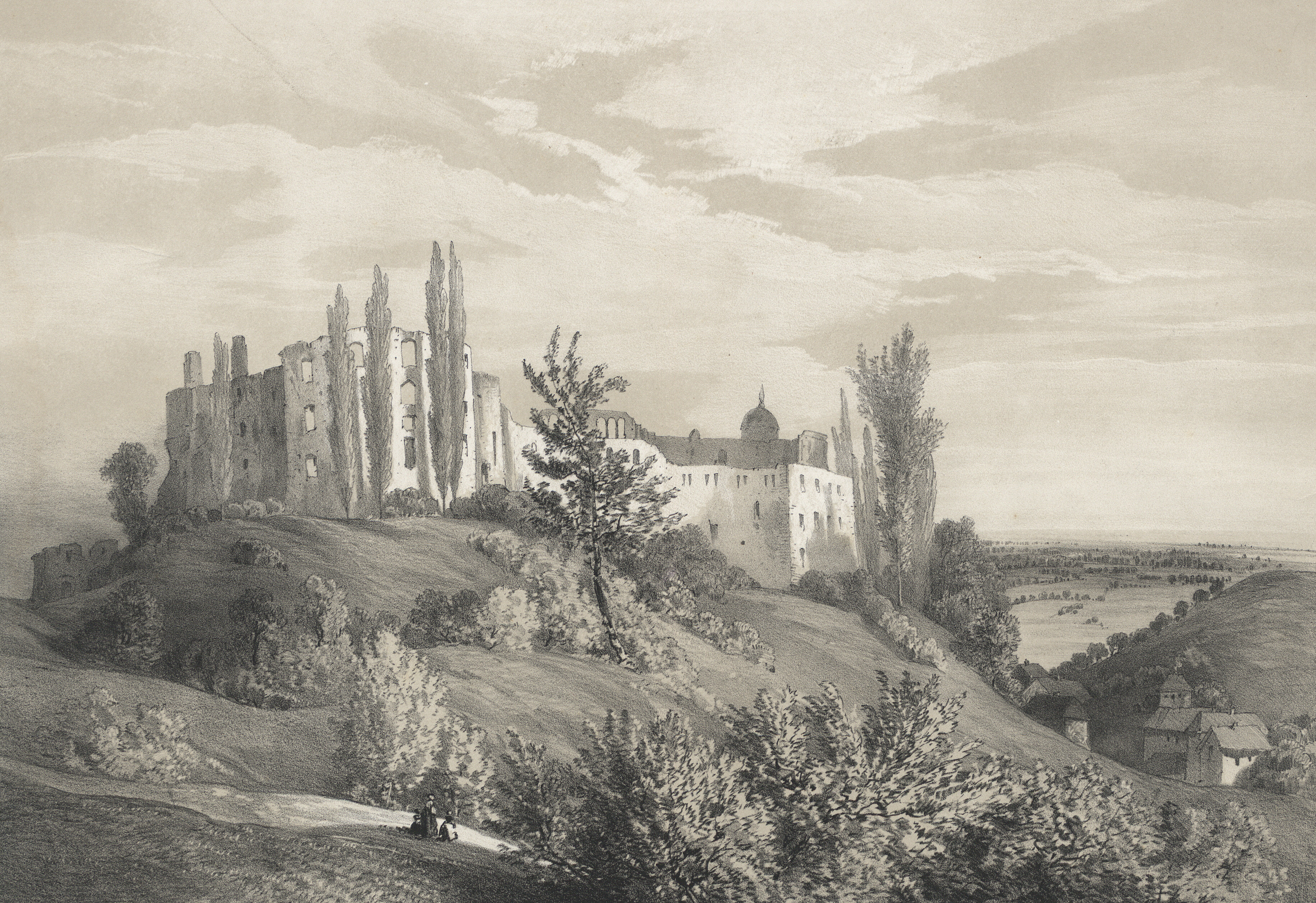
Ruiny zamku, po 1857
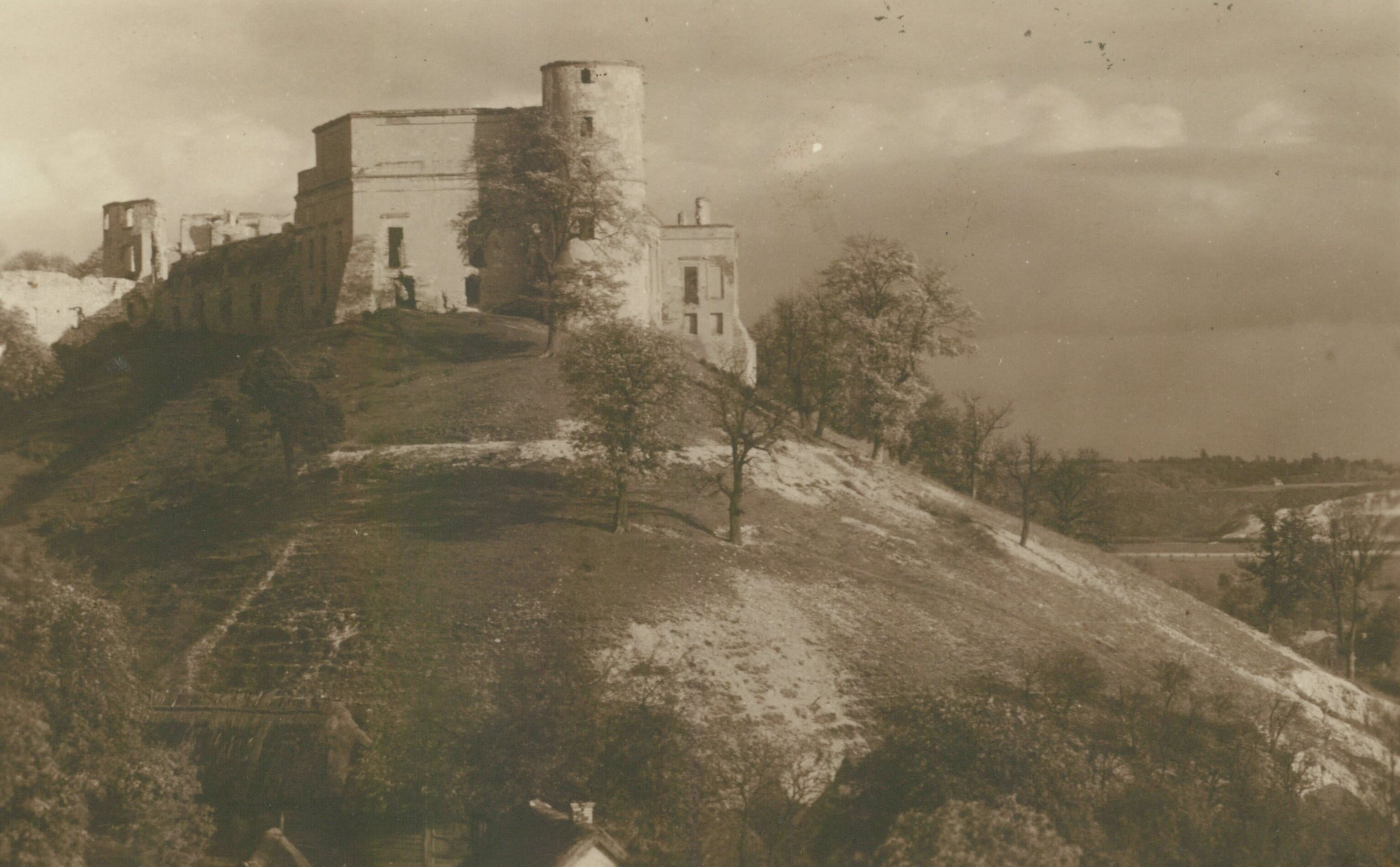
Ruiny zamku, po 1906

Latem 1940 roku grupa należąca organizacyjnie do Komendy Obrońców Polski pod dowództwem dr Koperskiego „Szymka” zaatakowała pod Janowcem oddział niemieckiej żandarmerii. Akcja miała zapobiec wykryciu przez Niemców tajnego magazynu broni. W 1941 r. miejscowość została spacyfikowana przez hitlerowców, zginęło wtedy 210 mieszkańców. 29 lipca 1944 Armia Czerwona zdobyła przyczółek na lewym brzegu Wisły. Do stycznia 1945 rejon ciężkich walk. 14 stycznia 1945 atak wyprowadziły oddziały: 33 Armii, 68 Armii i 7 Korpusu Kawalerii Gwardii wsparte czołgami 9 i 11 Korpusu Pancernego.
Po wojnie miejscowość została odbudowana.
9 czerwca 1985 roku wieś została odznaczona Krzyżem Partyzanckim.
Podczas powodzi w czerwcu 2010 wezbrane wody Wisły przerwały wał przeciwpowodziowy. W wyniku tego zdarzenia zalana została niżej położona część Janowca.
Hejnał Janowca został skomponowany przez Mateusza Pospieszalskiego jako fragment utworu Moje miejsce na ziemi.

## Zabytki

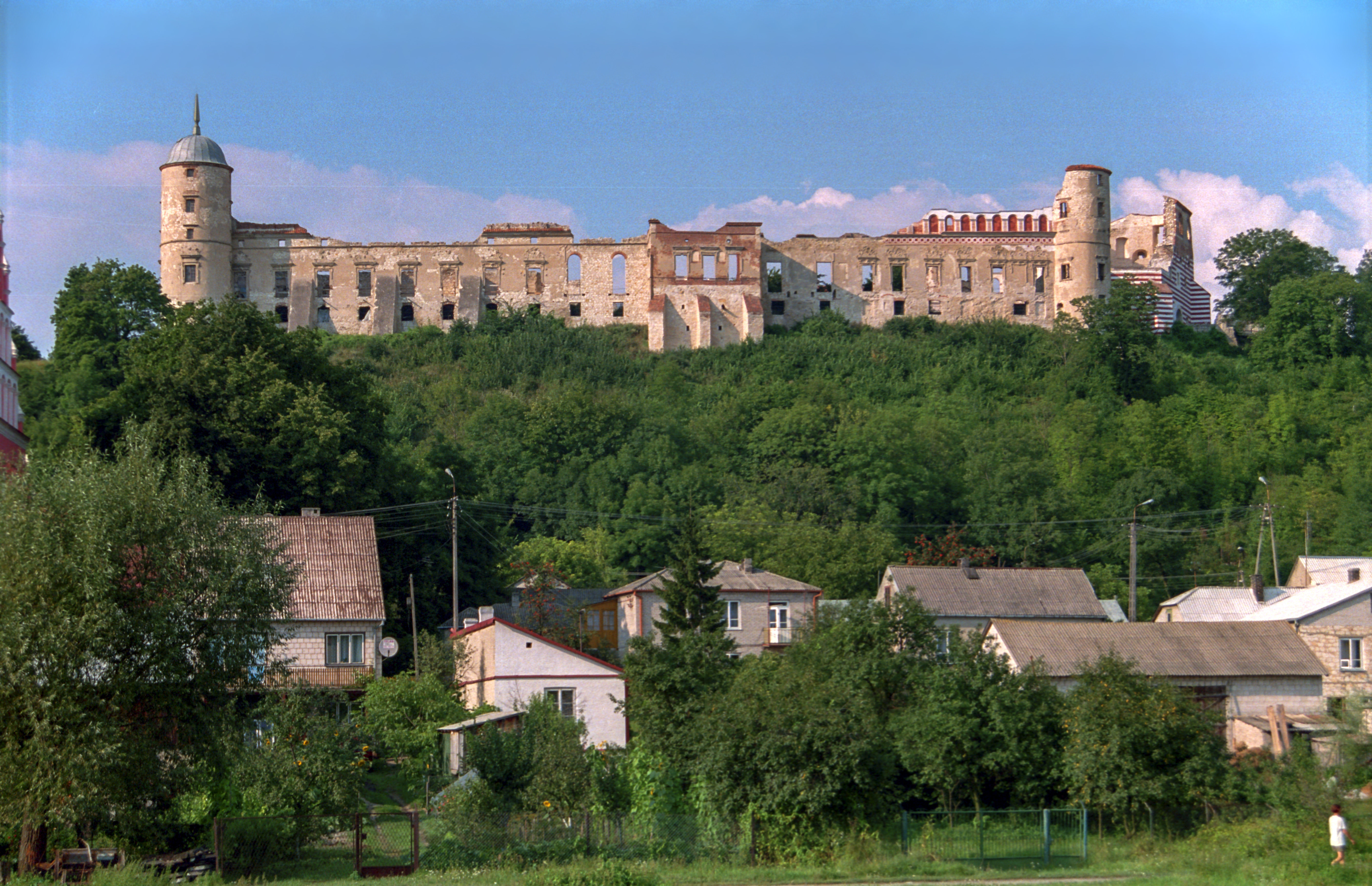
Zamek

- Zamek wybudowany w I połowie XVI wieku przez Mikołaja Firleja i jego syna – Piotra Firleja, obecnie oddział Muzeum Nadwiślańskiego w Kazimierzu Dolnym;

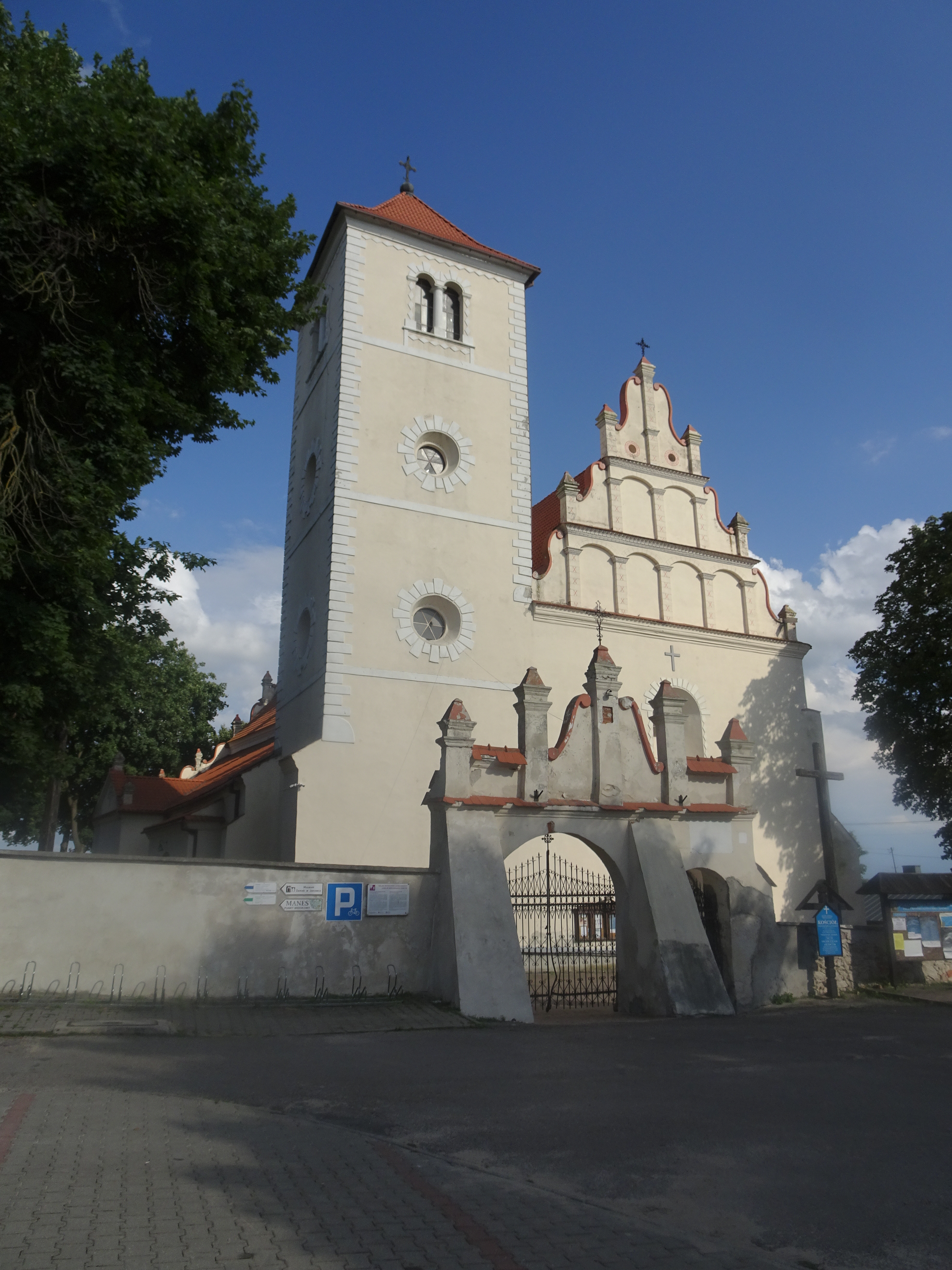
Kościół św. Stanisława biskupa i męczennika i św. Małgorzaty

- Kościół wybudowany ok. 1350 roku w stylu gotyckim, znacznie przebudowany w XVI wieku w stylu renesansowym, wewnątrz nagrobek Firlejów dłuta Santi Gucciego z Florencji;
- Zespół dworski złożony z budynków przeniesionych z pobliskich terenów Lubelszczyzny; w skład zespołu wchodzą:
  - Barokowy dwór zbudowany w latach 1760–1770 przez Wierzbickich, przeniesiony do Janowca z miejscowości Moniaki, wewnątrz znajdują się ekspozycja wnętrz domu ziemiańskiego oraz pokoje gościnne;
  - Drewniany spichlerz z przełomu XVIII i XIX w. przeniesiony z Podlodowa, z ekspozycją etnograficzną;
  - Stodoła z końca XIX wieku przeniesiona ze wsi Wylągi;
  - Lamus z końca XIX wieku przeniesiony ze wsi Kurów.

## Turystyka
- Szlak Renesansu Lubelskiego

## Transport

### Transport drogowy

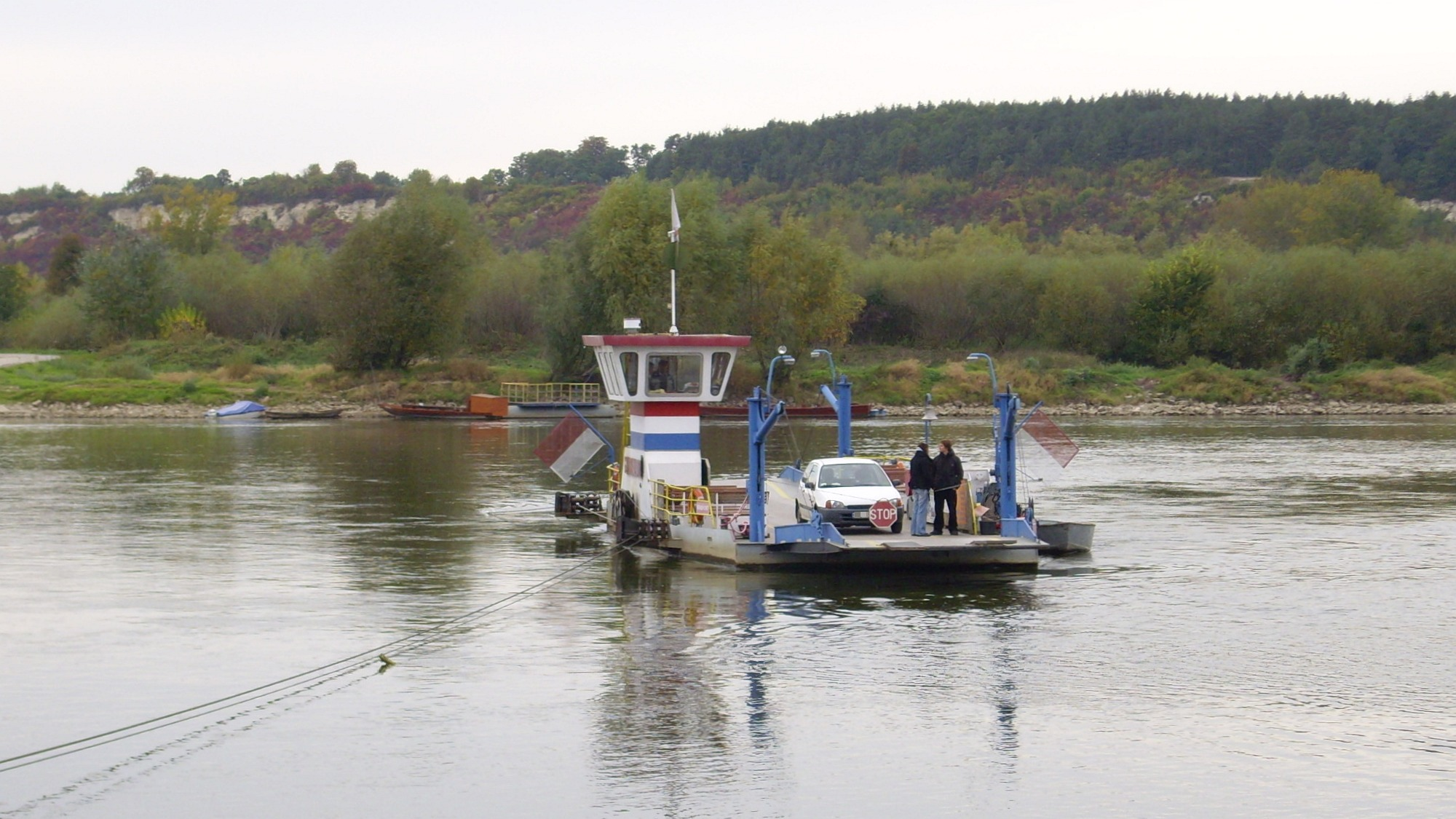
prom

W sezonie letnim wieś posiada połączenie promowe z Kazimierzem Dolnym.
Janowiec posiada północno-zachodnią obwodnicę (droga powiatowa nr 2522L).

### Transport zbiorowy
Do Janowca dociera autobus linii nr 17 MZK Puławy.